# 51.º Batallón Aéreo de Reemplazo
El 51º Batallón Aéreo de Reemplazo (51. Flieger-Ersatz-Abteilung) fue una unidad de la Luftwaffe de la Alemania nazi.

## Historia
Fue formado el 1 de noviembre de 1938 en Weimar-Nohra a partir del 13.º Batallón Aéreo de Reemplazo. El 1 de abril de 1939 es reasignado al I Batallón de Instrucción del 51º Regimiento de Instrucción Aérea.